# Río Verde (kanton)
Río Verde – kanton w Ekwadorze, w prowincji Esmeraldas. Stolicą kantonu jest Rioverde.